# Eisenhower-Tunnel
Der Eisenhower-Tunnel (offiziell Eisenhower–Edwin C. Johnson Memorial Tunnel) ist eine zweiröhrige Tunnelverbindung durch einen Höhenzug an der kontinentalen Wasserscheide von Pazifik und Atlantik im US-Bundesstaat Colorado. Er ist Teilstück der US-Autobahn I-70, die mit dem Anschluss an die I-15 eine der bedeutendsten Ost-West-Verbindungen von Los Angeles an der Westküste über Denver bis an die Ostküste darstellt. Mit einer Höhe von 3.401 Meter (11.158 Fuß, am Westportal) war der Eisenhower-Tunnel lange Zeit die höchstgelegene Tunneldurchfahrt der Welt, und ist weiterhin der höchstgelegene stark befahrene Autobahntunnel.
Der Nordtunnel (auch Eisenhower-Röhre nach US-Präsident Dwight D. Eisenhower, der 1955 das Interstate System einführte) entstand ab dem 15. März 1968 und wurde fast genau fünf Jahre später, am 8. März 1973, eröffnet. Durch die 2.725 Meter lange Röhre fließt der Verkehr nur noch in westliche Richtung, nachdem der Tunnel in den Anfangsjahren mit Gegenverkehr betrieben wurde. Der Südtunnel (auch Edwin-C.-Johnson-Röhre) für den Verkehr in Richtung Osten nach Denver entstand ab dem 18. August 1975 und wurde am 21. Dezember 1979 fertiggestellt.
Durch den Bau des Eisenhower-Tunnels, dessen Gesamtkosten sich auf rund 108 Millionen US-Dollar (rund 659 Millionen US-Dollar nach heutiger Kaufkraft) beliefen, ersparen sich Fernreisende den fast 15 Kilometer längeren Weg über den Loveland Pass (U.S. Highway 6). Die Anzahl der täglich durchfahrenden Fahrzeuge betrug im Jahr 2000 rund 28.000. Dies sind im Jahr etwa 10,3 Millionen Fahrzeuge. Gefahrguttransporte dürfen den Tunnel nicht passieren, sie müssen weiterhin den Loveland Pass nutzen.